# Списак врста на Црвеној листи 2009. слово F
Овдје је дата листа живих врста које су се налазиле на Црвеној листи угрожених врста 2009. године, под латиничним словом F, на латинском језику. Подврсте нису дате у овој листи. До њих се може доћи преко главног чланка за ту врсту, који је дат у листи испод. 
Ако тражите врсту под неким другим почетним словом, кликните овдје за главни чланак.